# Ernesto Ledesma
Ernesto Sebastián Ledesma (Montevideo, Uruguay, 23 de octubre de 1930 - Montevideo, Uruguay, 19 de enero de 2011) fue un futbolista uruguayo que jugó como mediocampista y militó en diversos clubes de Uruguay, Chile y Brasil. Debutó profesionalmente en Peñarol en 1955 y finalizó su carrera como jugador en el mismo club en 1966. Precisamente con el equipo mirasol, consiguió 8 títulos nacionales y 2 títulos internacionales.

## Clubes
| Club                 | País    | Año       |
| -------------------- | ------- | --------- |
| Peñarol              | Uruguay | 1950-1954 |
| Universidad de Chile | Chile   | 1955-1956 |
| Portuguesa           | Brasil  | 1957-1960 |
| Peñarol              | Uruguay | 1960-1961 |
| Montevideo Wanderers | Uruguay | 1962-1963 |
| Peñarol              | Uruguay | 1964-1966 |

## Palmarés

### Torneos nacionales
| Título              | Club    | País    | Año  |
| ------------------- | ------- | ------- | ---- |
| Torneo de Honor     | Peñarol | Uruguay | 1950 |
| Torneo de Honor     | Peñarol | Uruguay | 1951 |
| Torneo de Honor     | Peñarol | Uruguay | 1952 |
| Torneo de Honor     | Peñarol | Uruguay | 1953 |
| Campeonato Uruguayo | Peñarol | Uruguay | 1961 |
| Campeonato Uruguayo | Peñarol | Uruguay | 1964 |
| Torneo de Honor     | Peñarol | Uruguay | 1964 |
| Campeonato Uruguayo | Peñarol | Uruguay | 1965 |

### Torneos internacionales
| Título                | Club    | País    | Año  |
| --------------------- | ------- | ------- | ---- |
| Copa Libertadores     | Peñarol | Uruguay | 1961 |
| Copa Intercontinental | Peñarol | Uruguay | 1961 |